# Адамсон, Кэтрин
Кэтрин Мэри Энн Адамсон (англ. Catherine Mary Ann Adamson), урождённая Френд (англ. Friend; 13 октября 1868 — 9 августа 1925) была домохозяйкой, фермером и писательницей из Новой Зеландии. Её дневники, которые она писала с 1895 по 1906 год, представляют собой редкий исторический отчёт о жизни пионеров в районе Вестланд в Новой Зеландии.

## Ранние годы
Адамсон родилась 13 октября 1868 года в городе Фицрой, штат Виктория, Австралия. Её родителями были Сэмюэл Френд, чернорабочий, и Энн Элизабет Лэнгхэм. Когда она была маленькой, семья отправилась в Новую Зеландию и поселилась в Окарито, тогдашнем торговом центре Вестланда.
23 сентября 1888 года она вышла замуж за Роберта Адамсона, фермера, мясника и льномельника. Его семье принадлежала земля в районе Ватароа.

## Жизнь в Вестланде
Адамсон и её муж обрабатывали станцию Волис, большой засаженный деревьями участок, который потребовал больших усилий, чтобы превратить его в сельскохозяйственные угодья. В её дневниках описывалась работа, выполняемая всей семьёй, такая как сбивание масла для продажи местным шахтёрам, лов малька, расчистка кустов и выпас скота. Типичная запись: «Я и дети поливают весь день напролёт». Она лишь вкратце упомянула о своих личных чувствах и переживаниях; в день рождения сына в 1899 году она сделала запись работы, выполняемой на ферме мужчинами. В 1901 году её сын заболел и умер. Она записала в своем дневнике: «Похороны моего Дорогого состоялись... Вся семья вернулась домой, оставив нашего Дорогого в Божьем мире» (англ. "my Darling's funeral took place ... Family all came home leaving our Darling in God's world"). Ещё один её ребенок умер в 1906 году. В своём дневнике она описывает посещение могилы своего ребенка, с целью посадить деревья и кустарники.
Жизнь Адамсон была тяжёлой и изолированной, и её поддерживали подруги, живущие по всему Южному Вестланду. Семья регулярно навещала Окарито, где её родителям принадлежал Королевский отель, и иногда бывала в Хокитике. В 1901 году они с мужем путешествовали по Северному острову.
Адамсон умерла 9 августа 1925 года в больнице Вестланда в Хокитике, и была похоронена на кладбище Ватароа. Её муж умер в 1941 году и был похоронен вместе с ней. Дневники Кэтрин были опубликованы в 1998 году.